# Aconitum pentheri
Aconitum pentheri là một loài thực vật có hoa trong họ Mao lương. Loài này được Hayek mô tả khoa học đầu tiên năm 1917.